# エッサ・デ・ケイロス
エッサ・デ・ケイロス（José Maria de Eça de Queiroz(Queirós), 1845年11月25日 - 1900年8月16日）は、ポルトガルの小説家、弁護士、ジャーナリスト、外交官。

## 経歴
1845年にポルトガル北部のポヴォア・デ・ヴァルジンに判事の子として生まれる。庶子だったため9歳まで祖父母に育てられ、祖父母が死別した後ポルトのラバ学園に入学した。16歳でコインブラ大学の法学部に入学し、在学中は演劇に熱中した。大学を卒業後、リスボンで弁護士として活動した。1869年のスエズ運河開通と同時に東洋を旅し、ジャーナリスト、作家として旅行記、短編小説を発表。1870年に父親の計らいにおいてレイリーア郡知事に任命、1872年にはスペイン領キューバのハバナ領事に赴任し、その後ニューカッスル、ブリストルの領事を歴任した。結婚してからの1888年以後は、パリ領事としてパリに滞在し、『縛り首の丘』などの小説を執筆。健康を損ない、1900年に54歳で死去した。

## 日本語訳のある作品
- 『縛り首の丘』彌永史郎訳 白水社、白水Uブックス、1996年3月。
- 『アマーロ神父の罪』浜崎いとこ訳 彩流社、2004年4月。
- 『逝く夏』小川尚克訳 彩流社、2008年1月。
- 『都市と田舎』小川尚克訳 彩流社、2014年8月。

## 作品
- 縛り首の丘
- アマーロ神父の罪
- ある金髪女の奇行
- マイア家の人々 (Os Maias)
- 大官を殺せ
- 逝く夏 (O primo Basi'lio.)
- 従兄バジリオ